# Франц Решел
Франц Решел (фр. Frantz Reichel; Париз, 16. март 1871 — 24. март 1932) је био француски свестрани спортиста, али углавном као рагби играч и атлетичар. Радио је као спортски новинар и био је функционер разних спортских удружења.
Решел је радио као новинар за Фигаро (Le Figaro) (био је оснивач спортскога дела листа), спортског листа Вело (Le Velo) и Илустровани спорт. Као атлетичар у периоду од 1900—1903. освојио је четири првенства Француске. Као специјални извештач листа Вело био је послат у Атину на прве Летње олимпијске игре 1896. Решел је и учествовао у две дисциплице. У квалификацијама трке на 400 метара стигао је трећи у својој групи, али се није квалификовао за финале. У трци на 110 препоне се освајањем другог места у квалификационој групи успео пласирати у финале са још три такмичара. У финалној трци није стартовао јер је према ранијем договору асистирао Албену Лермизију, који је тог дана учествовао у маратону.
Решел је био успешан и као рагби играч. Године 1892. и 1900. игра за француски Расинг клуб и учествује на Олимпијским играма 1900. где осваја прво место и златну медаљу.
Био је први европски новинар, који је учествовао у авио лету. Он је 3. октобра 1908. у близини Ле Мана са пилотом Вилбуром Рајтом учествовао у постављању светског рекорда за непрекидни лет.
Решел је 1901. био саоснивач француског Националног олимпијског комитета. Био је 1903. оснивач француске Боксерске а 1924. оснивач француске бејзбол и софтбол асоцијације. Године 1924. је основао француско Удружење спортских новинара.
На Олимпијским играма 1924 у Паризу био је шеф Прес центра у Организационом комитету. Од 1924. до 1932. Решел је био председник Међународног удружења спортских новинара (АИПС). Француски рагби куп за јуниоре У-21 носио је име Куп Франца Решела.

## Спортски успеси
- 1900 Прво место са рагби тимом на Олимпијским играма
- Првак Француске са рагби Расин клубом 1892. и 1900.
- Првак Француске у кросу 1890. и 1891.
- Француски првак 1891. у дисциплини 110 метара препоне
- Француски првак 1893. у дисцилини 1000 метара
- Двоструки француски рекордер у трчању на један сат:

20. јуна 1892. 16.500 метара и
6. новембар 1892. 16.611 метара